# Arvidas Iuozaytis
Arvidas Iuozaytis (Lituania, Unión Soviética, 18 de abril de 1956) es un nadador lituano retirado especializado en pruebas de estilo braza, donde consiguió ser medallista de bronce olímpico en 1976 en los 100 metros.
Fue miembro del partido político lituano de los Sąjūdis.

## Carrera deportiva
En los Juegos Olímpicos de Montreal 1976 ganó la medalla de bronce en los 100 metros estilo braza, con un tiempo de 1:04.23 segundos, tras el estadounidense John Hencken  que batió el récord del mundo con 1:03.11 segundos, y el británico David Wilkie.